# 天主教波波卡巴卡教區
天主教波波卡巴卡教區（拉丁語：Dioecesis Popokabakaënsis）是剛果民主共和國一個羅馬天主教教區，屬金沙薩總教區。
教區於1961年6月24日成立，位於該國西部班頓杜省西南部，2011年時有623,000名教徒（佔轄區總人口62.3%）、18個堂區和50名司鐸。
現任教區主教為伯爾納鐸·瑪利亞·方薩卡-比尼阿馬，榮休主教為類斯·恩扎拉-基安扎。